# 柿平站
柿平站（日语：／ Kakidaira eki */?）是位於愛知縣新城市豐岡字葭瀧8號，東海旅客鐵道（JR東海）的飯田線車站。飯田線部分普通列車會直接通過此站。

## 歷史
- 1929年（昭和4年）5月5日 - 鳳來寺鐵道開設「柿平停留場」[1]。
- 1943年（昭和18年）8月1日 - 鳳來寺鐵道被國有化，成為飯田線的一部分[1][2]，「柿平停留場」廢止[1]。
- 1950年（昭和25年）2月15日 - 國鐵飯田線再次開設「柿平站」[1]。
  - 當時，此站只可來往東海道本線濱松至名古屋之間各站，飯田線各站和中央本線上諏訪至鹽尻之間各站和松本站的乘客使用[1]。
- 1952年（昭和27年）12月2日 - 廢除旅客車站的限制[1]。
- 1987年（昭和62年）4月1日 - 伴隨國鐵分割民營化，車站由東海旅客鐵道（JR東海）營運[1][2]。

## 車站構造
本站是地面車站，設有1面1線單式月台，中部天龍方向和豐橋方向的列車使用同一月台。月台靠近豐橋一方設有出入口。此站是由豐川站管理的無人車站。

## 車站周辺
本站位於柿平，附近設有豐川的支流宇連川（三輪川）右岸位置，在該處設有村落。在站前設有橋樑跨過宇連川，渡過橋樑後連接國道151號（別所街道）。

## 相鄰車站
東海旅客鐵道（JR東海）
 飯田線
■快速
通過
■普通（部分列車通過）
三河槙原－柿平－三河川合

## 注腳
1. 1 2 3 4 5 6 7  『停車場変遷大事典』2、100頁
2. 1 2  曾根悟（日语：曽根悟）（監修）. 朝日新聞出版分冊百科編集部（編集） , 编. . 週刊 歴史でめぐる鉄道全路線 国鉄・JR (朝日新聞出版). 2009-07-26, (3): 15–17 （日语）.
3. ↑  『中部ライン全線・全駅・全配線』第4巻，p36（配線圖），p74。方角的配線圖與實際地圖比較對照。
4. ↑  『東海旅客鉄道20年史』，732、733頁